# Ruben Blades Is Not My Name
Ruben Blades Is Not My Name (castellà: Yo no me llamo Rubén Blades) és un pel·lícula documental panamenya del 2018 dirigida per Abner Benaim. El documental segueix la vida de Rubén Blades, un músic, cantant, compositor, actor, activista i polític panameny, i les seves contribucions a la "revolució Salsa" a Nova York, un moviment musical llatinoamericà que va durar aproximadament entre 1968 i 1985. Va ser seleccionada per representar Panamà com a millor pel·lícula en llengua estrangera al Premis Oscar de 2018, però no va ser nominada.

## Argument
A més de Rubén Blade, algunes de les figures clau de l'escena musical llatina apareixen o s'entrevisten al documental, alguns d'aquests noms són Gilberto Santa Rosa, Paul Simon, Junot Diaz, i Sting. -Entre altres.

## Nominacions
A la VI edició dels Premis Platino fou nominada a millor pel·lícula documental.